# Calzaturificio Fratelli Soldini
Il Calzaturificio Fratelli Soldini SpA è un'azienda calzaturiera italiana fondata ad Arezzo nel 1945.

## Storia
Nella primavera del 1944, a seguito di una soffiata, i tedeschi requisirono una macchina per cucire le scarpe appartenente alla famiglia Soldini. La macchina venne riscattata qualche giorno dopo da Gustavo Soldini. Grazie a quella macchina nel 1945 Gustavo, assieme ai fratelli Giuseppe ed Ermenegildo, iniziò la produzione di calzature, prima in un piccolo laboratorio in casa, poi nella prima bottega. Il mercato di riferimento è inizialmente quello di Arezzo e Firenze e le consegne vengono effettuate in bicicletta durante il fine settimana.  
Negli anni '50 Soldini aprì un primo stabilimento a Capolona, sulla riva del fiume Arno, e poi un secondo ad Anghiari segnando il passaggio da produzione artigianale a quella industriale, arrivando a impiegare oltre 800 operai. Il prodotto era orientato al mercato nazionale ma anche a quello degli Stati Uniti. Per soddisfare tale domanda venne aperto un ulteriore stabilimento a Malta chiuso nel 2000.
Negli anni '80 nel mercato statunitense si sviluppò la concorrenza dei produttori sudamericani, in particolar modo del Brasile; negli anni '90 la concorrenza aumenta ulteriormente con l'avvento dei paesi emergenti asiatici come Cina e Vietnam. Per fronteggiare la crisi l'azienda introdusse nuovi marchi come Stone Haven e Soldini Sport, puntando sull'innovazione.
In seguito all'incendio che distrusse completamente lo stabilimento di Anghiari la notte tra il 13 e 14 aprile 1994, Gustavo Soldini lasciò la gestione dell'azienda al figlio Rossano Soldini, che divenne direttore nel 1998, procedendo a investimenti, innovazione e differenziazione dei canali di distribuzione.
Dal 2003 al 2007 Rossano Soldini ricoprì la carica di presidente dell'Assocalzaturifici. In questa veste chiese all'Unione Europea l'introduzione dei dazi anti-dumping nei confronti di paesi importatori come Cina e Vietnam.
Negli anni 2000 il Calzaturificio Fratelli Soldini entrò in nuovi mercati e registrò una serie di brevetti industriali legati soprattutto a nuovi materiali naturali e traspiranti utilizzati nelle linee Ecogreen, Kifu e Drymore.
Nel 2018 il marchio Antica Cuoieria è presente per la prima volta al Pitti Uomo di Firenze.

## Marchi
Il Calzaturificio Fratelli Soldini ha prodotto sotto i seguenti marchi:
- Soldini Uomo
- Soldini Donna
- Antica Cuoieria Soldini
- Stone Haven
- Soldini Junior
- Soldini Sport
- Soldini Professional (militare, ospedaliero, agroalimentare, industriale e pronto intervento)
- Ecogreen
- Kifu
- Drymore